# Masacre de los Hurones

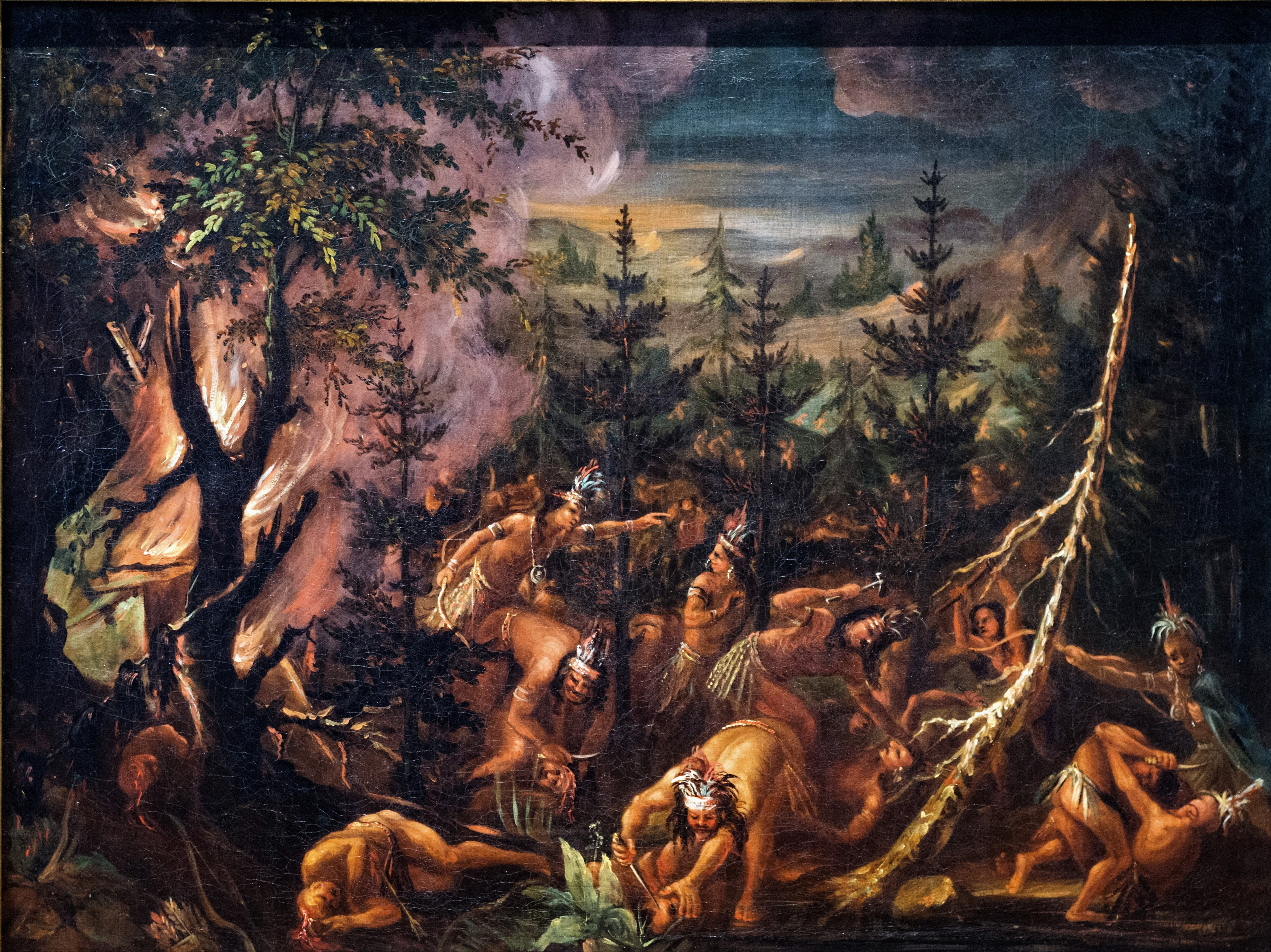
La masacre de los hurones por los iroqueses, obra de Joseph Legare (1827/1828)

La masacre de los hurones fue una serie de acciones violentas genocidas perpetradas por los iroqueses contra sus enemigos cristianizados los hurones a finales de la década de 1640. Este episodio de las guerras de los castores provocó la destrucción de Huronia y la diseminación de los supervivientes. Fue exacerbado por las tensiones comerciales en torno al lucrativo mercado de pieles en el noreste de América del Norte, por los antagonismos religiosos y por las armas de fuego suministradas a los iroqueses por los colonos holandeses.

## El principio
La guerra entre nativos amerindios por la conquista de un territorio más extenso era recurrente. Durante su cuarto viaje en 1613, Samuel de Champlain anotó en su diario de viaje que existía una alianza entre los hurones, los algonquinos y los montagnais contra los iroqueses. La principal razón era la piel de castor, esencial para los iroqueses en su comercio con los europeos. Hacia el año 1630, el castor, sobreexplotado, había desaparecido de Huronia —territorio confederado ocupado por el pueblo huron-wendat, casi en su totalidad en la península de Penetanguishene, en la bahía Georgiana (ahora condado de Simcoe, Ontario)—, luego de Iroquoisia unos años más tarde. Hurones e iroqueses buscaron otros territorios para cazar a ese codiciado animal. En el año 1640 estallaron una serie de sangrientos conflictos entre los diversos pueblos iroqueses diseminados por todo el territorio. La producción de pieles se cuadruplicó en una década, así como las epidemias que redujeron a la mitad el número de tribus no impidieron que estas Naciones Originarias cometieran actos irreparables.

## En el corazón de las guerras por las pieles
Las décadas de 1640 y 1650 fueron un período trágico para los hurones. De hecho, lo que se llama ahora «guerra de pieles» se encontraba en pleno apogeo. Mejor armados que sus vecinos, los iroqueses tenían armas de fuego que cambiaban por pieles a sus aliados protestantes holandeses para apoderarse del territorio de los hurones, convertidos al catolicismo por los misioneros franceses. En 1648, después de años de hostigamiento, más de 1000 iroqueses bien armados irrumpieron en la aldea Huron de Teanaustayaé (Twaanostyee) en la orilla sur del lago Míchigan. Masacraron a varios hombres y tomaron como rehenes a 700 prisioneros, en su mayoría mujeres y niños, la mayoría de los cuales fueron esclavizados. En 1649, los iroqueses tomaron otra importante aldea huron, Taenhatentaron (Taanhattantaron) en la costa norte del Estrecho de Mackinac. Mataron a los ancianos, los enfermos y los niños: «Los niños estaban siendo quemados al lado de sus madres, un esposo vio a su esposa quemándose a su lado, la crueldad misma había sido compasiva en un espectáculo que no tenía nada de humano, si no la inocencia de los que estaban atormentados, la mayoría de los cuales eran cristianos».
Los iroqueses se dirigieron luego a Sainte-Marie, la misión católica más importante de Huronia, refugio de los hurones que habían huido de las masacres de Teanaustayaé y Taenhatentaron. Abrumados por las repetidas incursiones de los iroqueses, los jesuitas se vieron obligados a abandonar su centro misionero.

## Violencia contra los presos
Durante este período, el jesuita Jean de Brébeuf fue hecho prisionero el 16 de marzo de 1649 durante un ataque de los iroqueses. Lo llevan al pueblo de Taenhatentaron donde lo atan a un poste de tortura. Primero lo lapidan. Para parodiar el bautismo, los iroqueses vierten agua hirviendo sobre su cabeza, citando las palabras: 

Te tratamos como a un amigo ya que seremos la causa de tu mayor felicidad allá arriba en el cielo: agradécenos tantos buenos oficios, que cuanto más sufras, más te recompensará tu Dios.

 Le pasaron un collar de hachas de guerra ardiendo en el cuello y luego empujaron un hierro caliente en la ranura mientras laceraban la puñalada. Cuando estaba muriendo, los iroqueses lo remataron arrancándole el corazón, que cocinaron y comieron, y finalmente quemaron su cuerpo.

## Retiro y tierra nueva
El año 1650 representa el fin del pueblo hurón tras los numerosos ataques de los iroqueses. Además de las epidemias y del hambre, la guerra iroquesa provocará la destrucción de Huronia debido a la dispersión de los supervivientes. La gran mayoría de ellos se refugió con los petun. «La tierra de los hurones no era más que una tierra de horror y carnicería». En 1651, los jesuitas franceses aprovecharon la llegada de los recién llegados para otorgarles un territorio reservado a los hurones como refugio: el «señorío de Sillery», que se encuentra en las cercanías de la ciudad de Quebec. Los gobernantes de Nueva Francia  no concedieron esas nuevas tierra a los hurones sin esperar nada a cambio. De hecho, los jesuitas franceses pretendían asimilar a esos nativos al cristianismo. Así es como fue conformada la pequeña población de "Hurons de Lorette”, último vestigio de lo que antes de transformarse en la vasta confederación Wendate.